# Monastério de Emaús

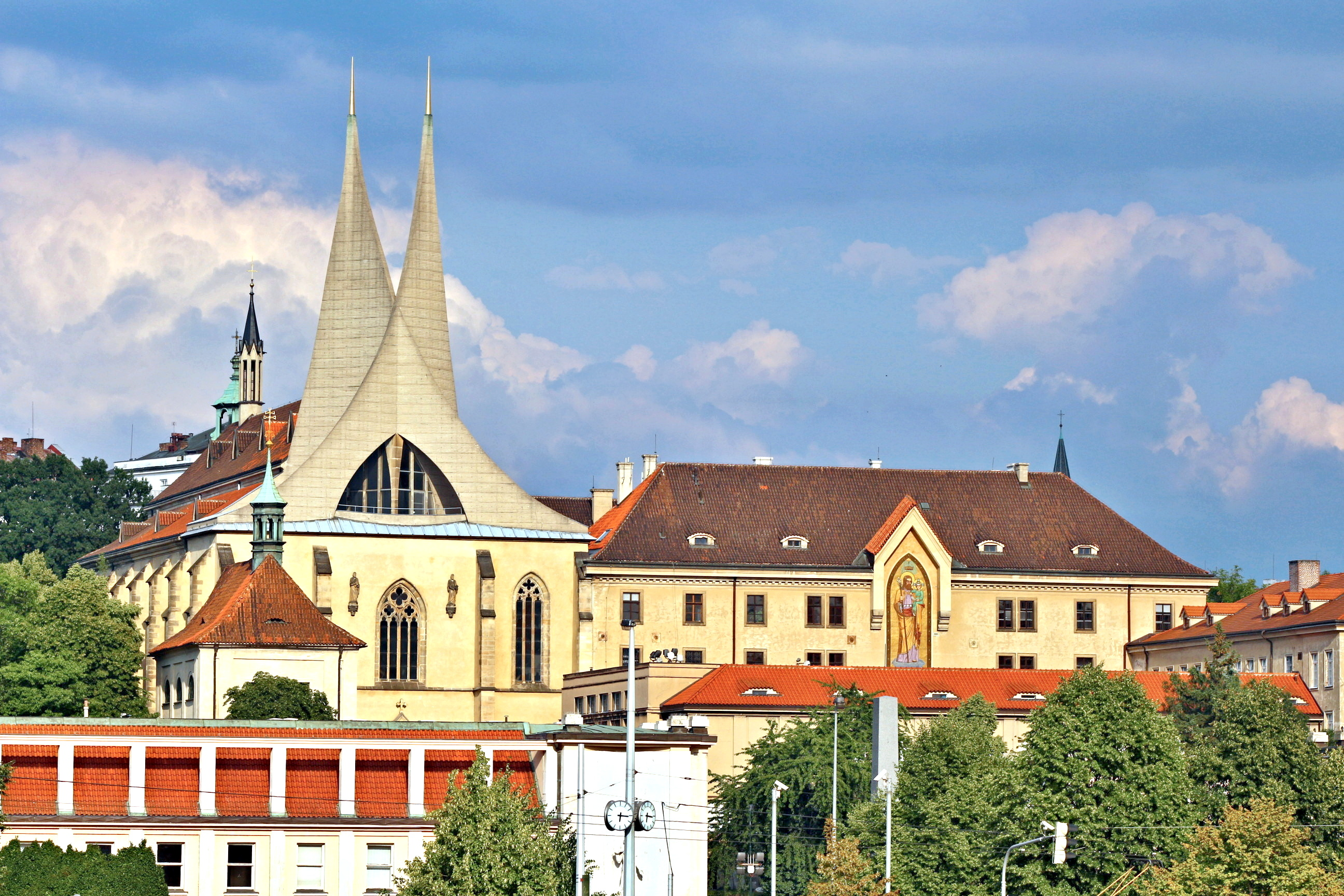
Monastério Emaús

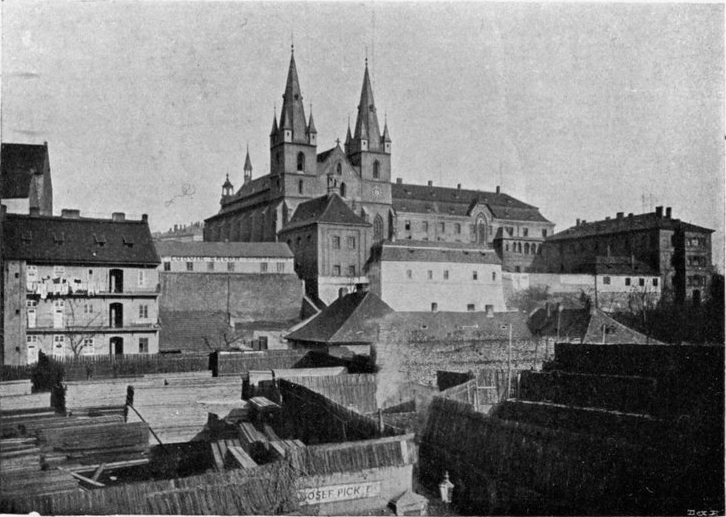
O monastério no fim do século XIX

O monastério de Emaús (em checo: Emauzy ou Emauzký klašter) é um mosteiro estabelecido em 1347 em Praga.
Em 1360, os claustros do mosteiro foram decorados com uma sequência de 85 pinturas de parede góticas com situações do Antigo e Novo Testamentos da Bíblia. Os claustros góticos também exibem afrescos desbotados com uma pitada de simbolismo pagão do século XIV. O monastério foi "barroquizado" entre os séculos XVII e XVIII, período em que as duas torres do templo foram adicionadas.
Carlos IV deu o manuscrito Evangelho de Reims ao recém-fundado monastério, o qual havia provavelmente se perdido no tempo das guerras hussitas, manuscrito que mais tarde se tornaria parte do tesouro da Catedral de Notre-Dame de Reims. O monastério tornou-se um centro de cultura e arte, alunos de Cirilo e Metódio estudaram lá, juntamente com Jan Hus.
Durante a Segunda Guerra Mundial, o monastério foi tomado pela Gestapo, e os monges, enviados para o Campo de concentração de Dachau. Em 14 de fevereiro de 1945, o monastério foi destruído por um bombardeio em Praga, partindo dos Estados Unidos. O telhado moderno com campanários foi adicionado na década de 60. De volta à ordem beneditina em 1990, o monastério passa a ser administrado por três monges, dois dos quais ainda vivem lá.

## Galeria de imagens

Monastério de Emaús - Emauzký klašter
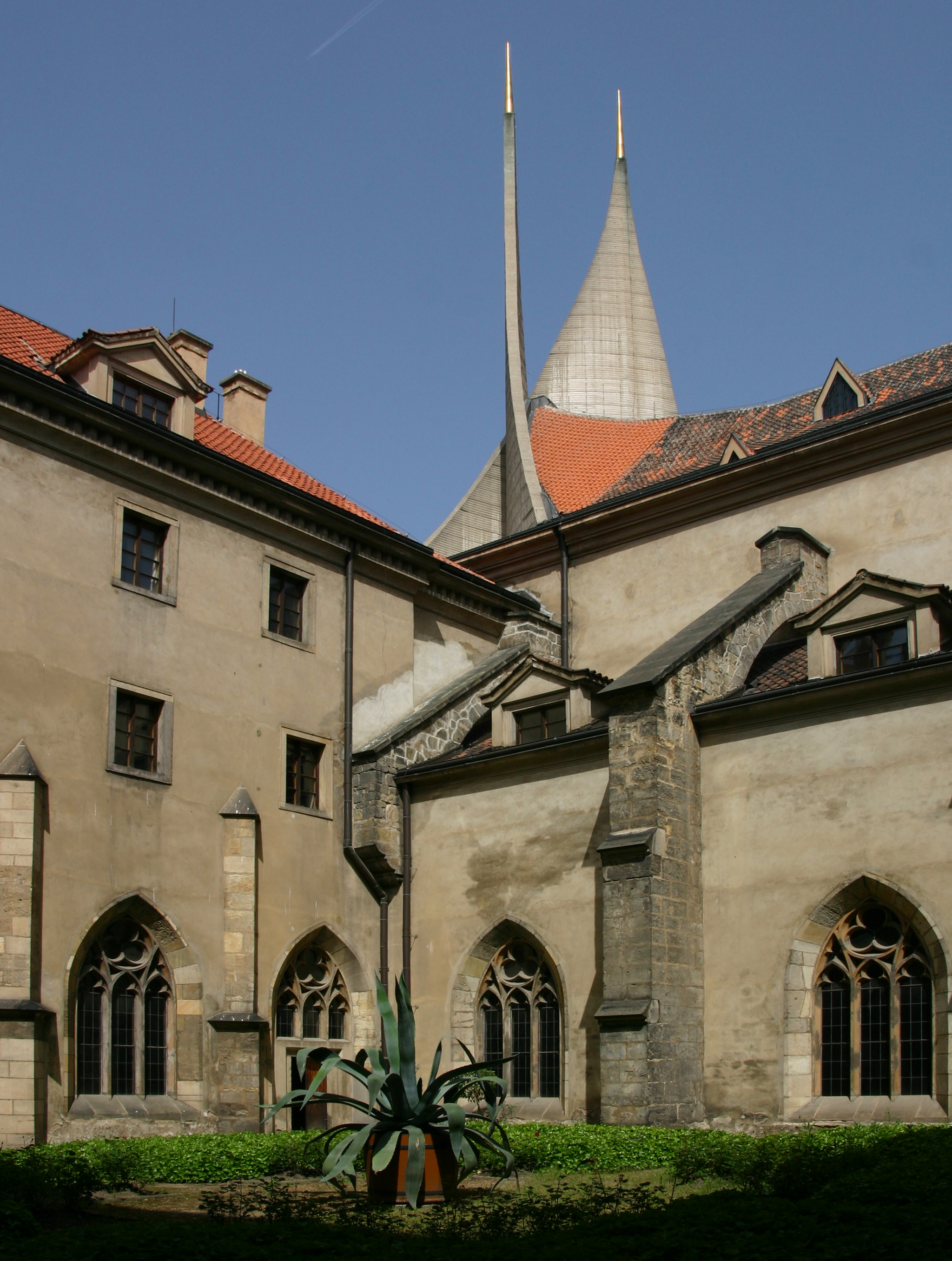
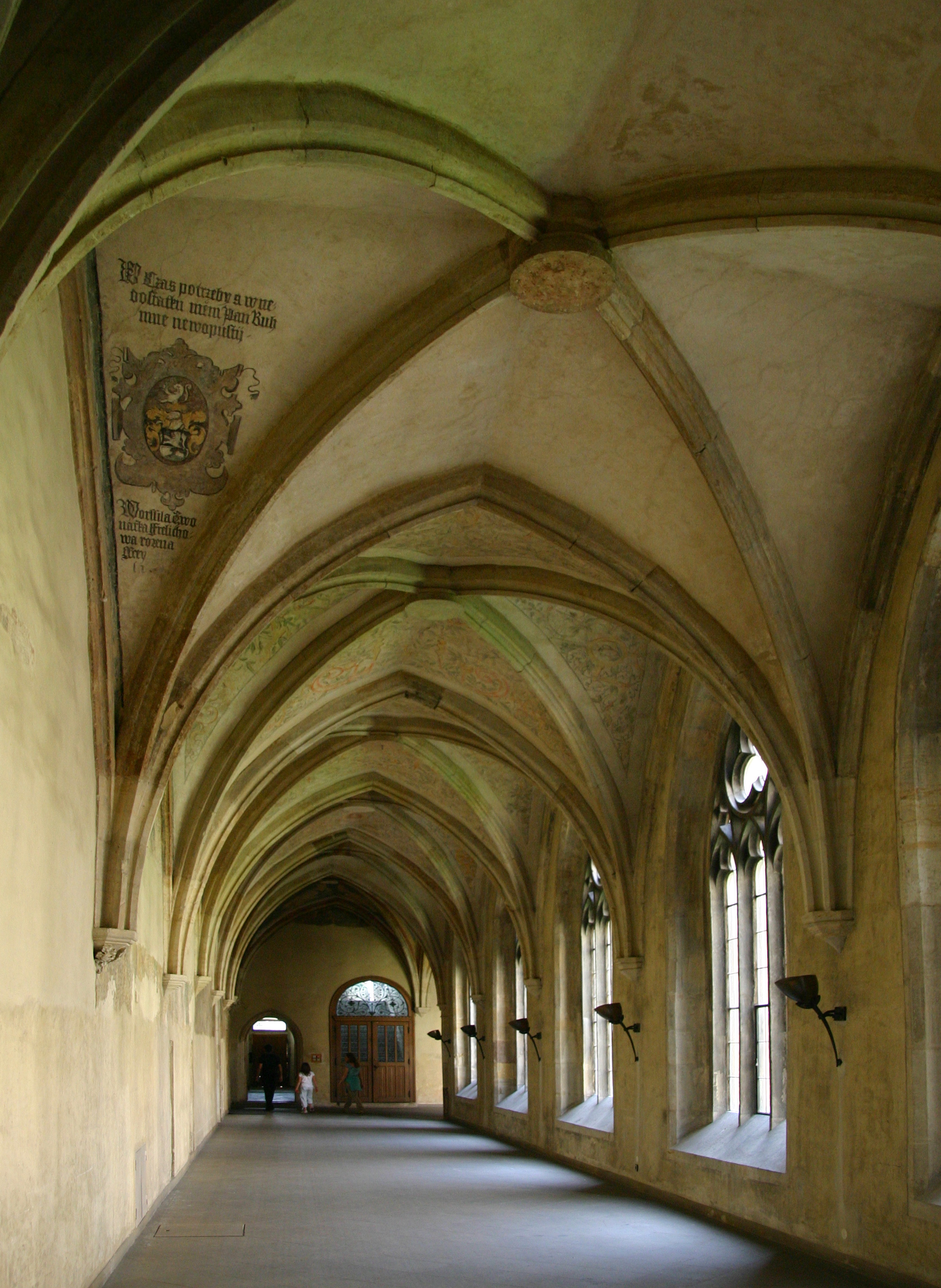
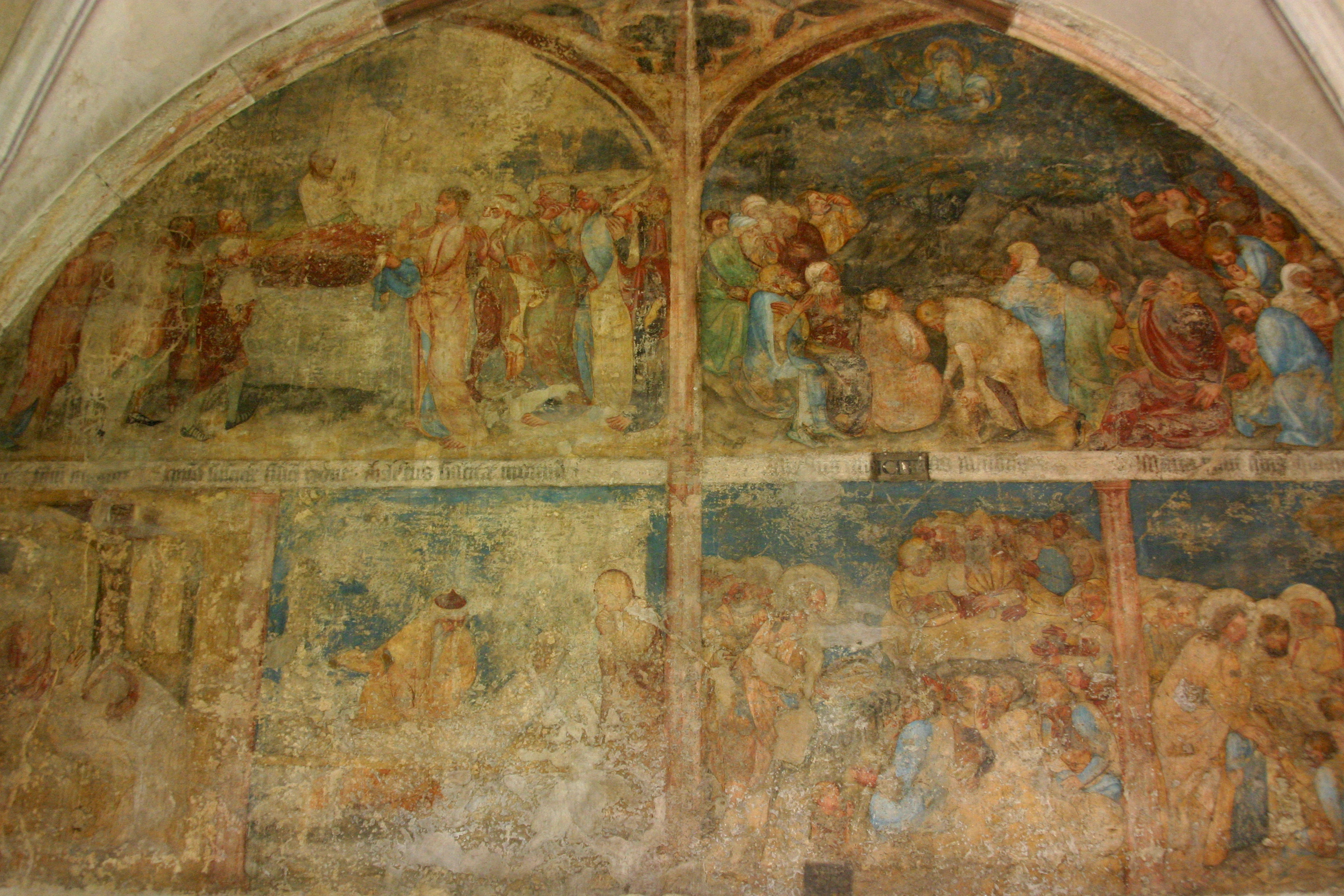
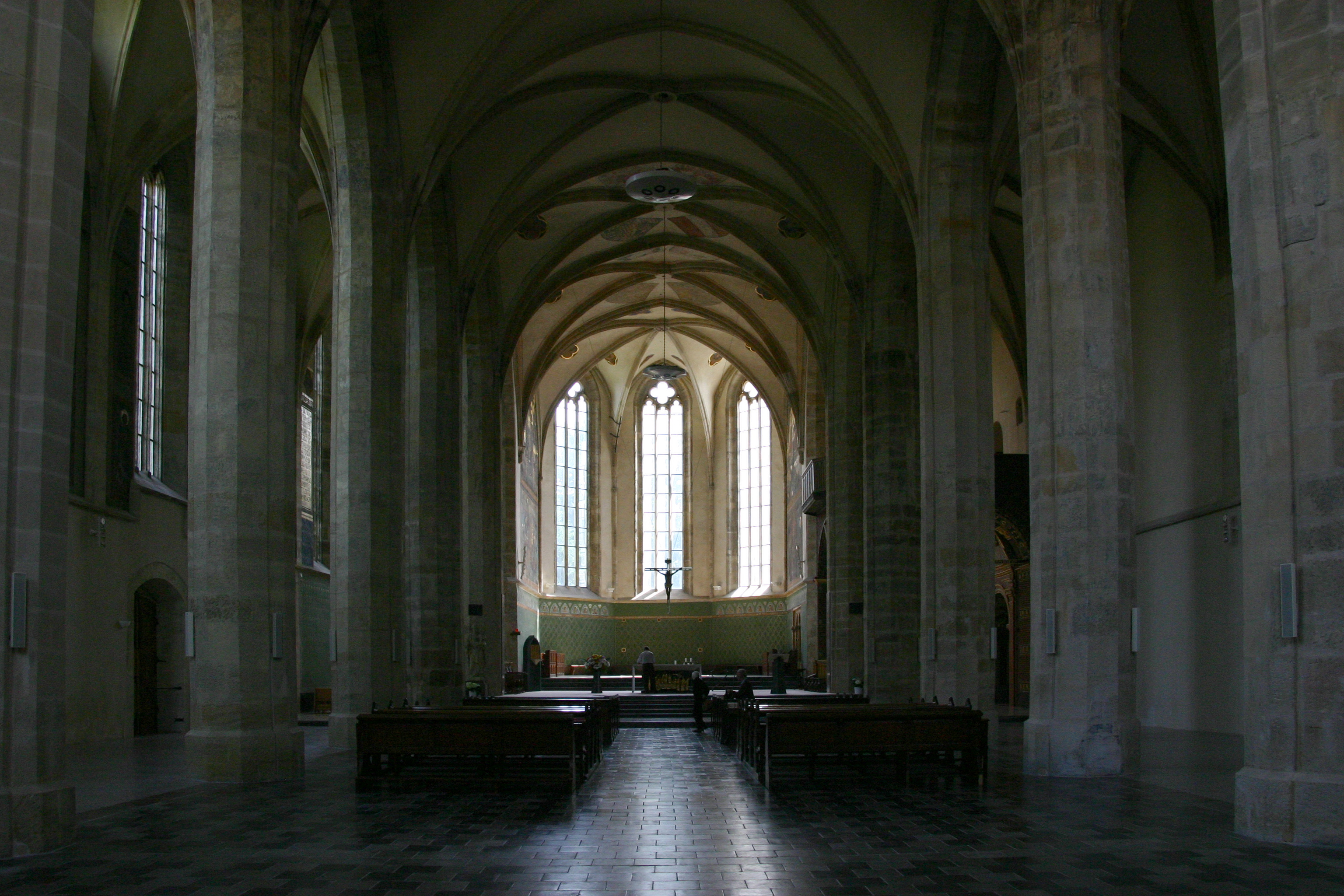
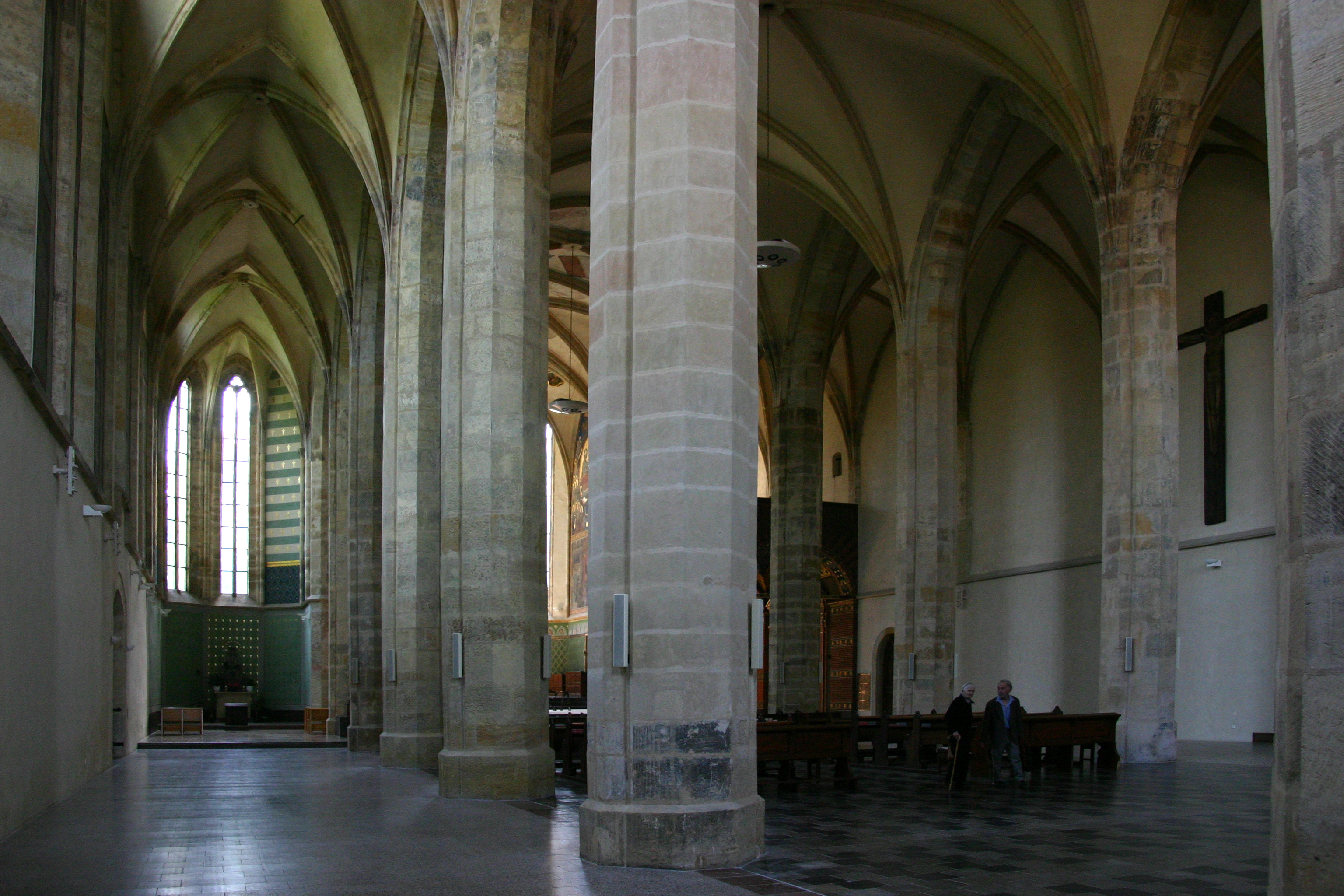
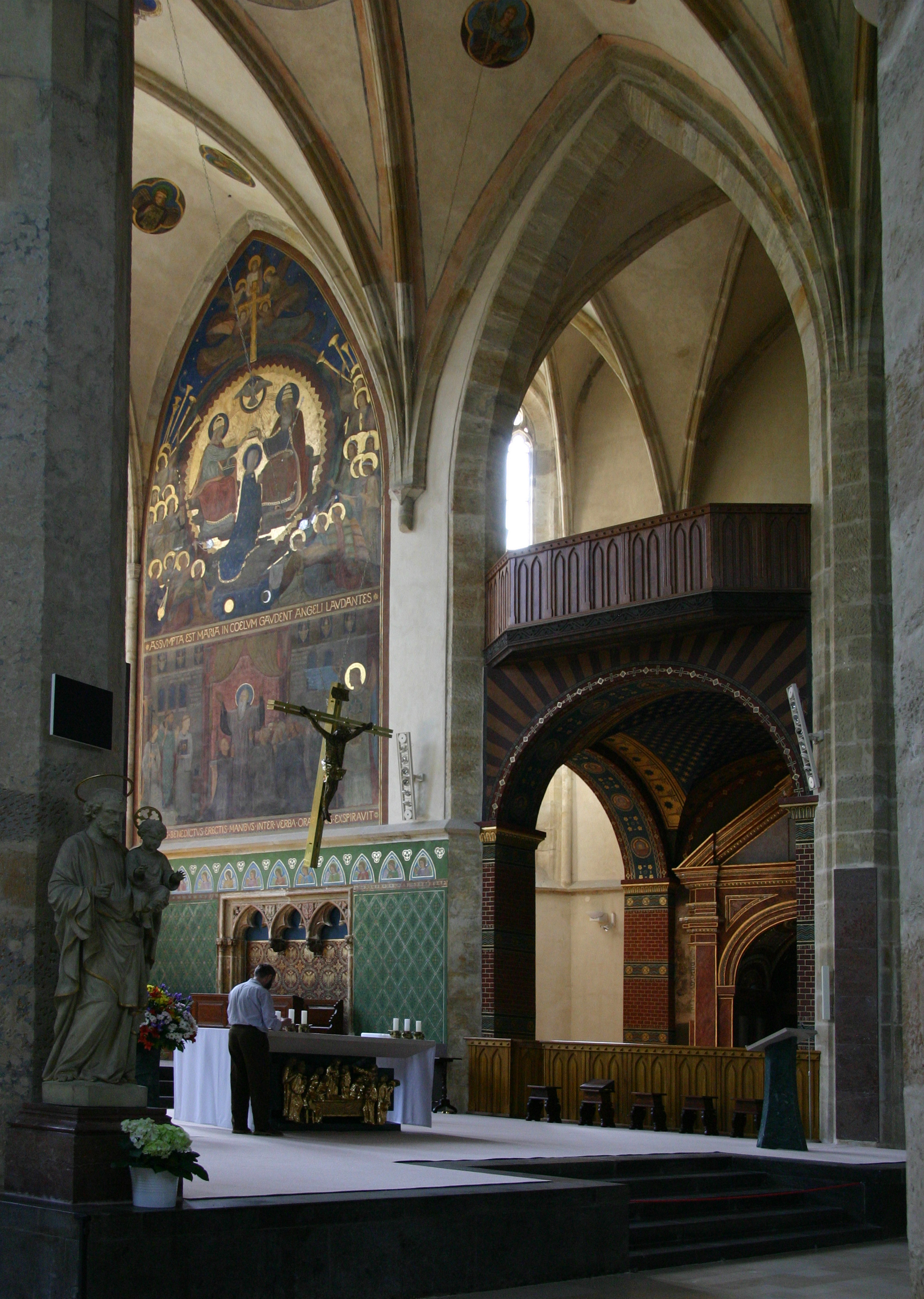